# NGC 4721
NGC 4721 is een lensvormig sterrenstelsel in het sterrenbeeld Hoofdhaar. Het hemelobject werd op 24 april 1865 ontdekt door de Duits-Deense astronoom Heinrich Louis d'Arrest.

## Synoniemen
- MCG 5-30-97
- ZWG 159.86
- PGC 43437